# Brian Rolston
Brian Lee Rolston (* 21. Februar 1973 in Flint, Michigan) ist ein ehemaliger US-amerikanischer Eishockeyspieler, der im Verlauf seiner aktiven Karriere zwischen 1995 und 2012 unter anderem 1333 Spiele für die New Jersey Devils, Colorado Avalanche, Boston Bruins, Minnesota Wild und die New York Islanders in der National Hockey League auf der Position des Centers bestritten hat. Seine größten Karriereerfolge feierte Rolston, der einmal am NHL All-Star Game teilnahm, in Diensten der New Jersey Devils mit dem Gewinn des Stanley Cups im Jahr 1995 sowie im Trikot der Nationalmannschaft der Vereinigten Staaten mit dem Sieg beim World Cup of Hockey 1996.

## Karriere

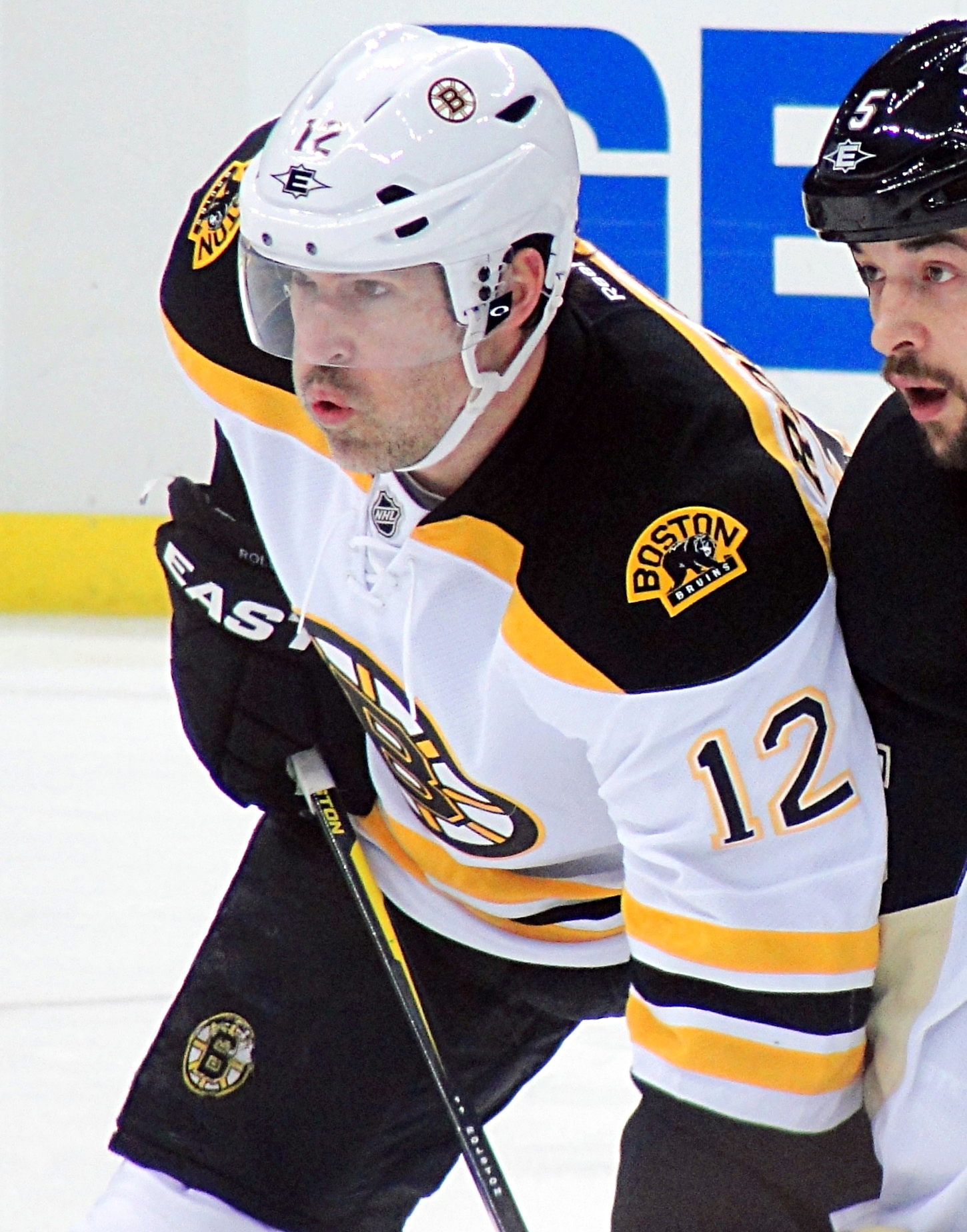
Rolston im Trikot der Boston Bruins

Rolston begann seine Karriere 1989 in der North American Hockey League bei den Detroit Compuware Ambassadors, wo er in seiner zweiten Saison 95 Punkte in 36 Spielen erzielte und schließlich im NHL Entry Draft 1991 von den New Jersey Devils aus der National Hockey League in der ersten Runde an Position elf ausgewählt wurde. Ab dem Herbst 1991 ging er auf die Lake Superior State University und spielte für deren Eishockeyteam. Gleich in seinem ersten Jahr konnte er mit dem Team die nationale College-Meisterschaft der National Collegiate Athletic Association gewinnen. 1993 stand er erneut im Finale. Hinzu kamen mehrere Auszeichnungen, wie die Wahl ins NCAA All-Tournament Team.
Nach zwei Jahren verließ er das College und wechselte zu den Albany River Rats, dem Farmteam der New Jersey Devils in der American Hockey League. In der Saison 1994/95 gehörte er bereits den größten Teil der Saison zum NHL-Kader der Devils und gewann mit ihnen am Ende der Stanley-Cup-Playoffs 1995 die gleichnamige Trophäe. In New Jersey entwickelte er sich im Laufe der Jahre zu einem guten Zwei-Wege-Stürmer, der neben seinen Offensivaktivitäten auch in der Defensive viel arbeitete. Im November 1999 wurde er schließlich zur Colorado Avalanche transferiert, wo er aber nicht lange blieb. Im März 2000 schickten sie ihn in einem Tauschgeschäft zu den Boston Bruins.
In Boston konnte er seine Punkteausbeute weiter steigern und empfahl sich für die US-amerikanische Nationalmannschaft, die ihn mit zu den Olympischen Winterspielen 2002 nach Salt Lake City nahm. Dort konnte er mit dem Team die Silbermedaille gewinnen. Bis 2004 spielte er noch für Boston, unterschrieb dann aber einen Vertrag bei den Minnesota Wild. Auf sein Debüt musste er aber noch über ein Jahr warten, da die NHL-Saison 2004/05 wegen des Lockouts ausfiel. Gleich seine erste Saison in Minnesota sollte die beste seiner Karriere mit 79 Punkten in 82 Spielen werden.
Während der Saison 2006/07 wurde Rolston zum NHL All-Star Game eingeladen und gehörte beim 12:9-Sieg der Western Conference zu den besten Spielern mit zwei Toren und zwei Assists. Im Sommer 2008 kehrte er als Free Agent zu den New Jersey Devils zurück, wo er weitere drei Jahre in der Liga verbrachte. Am 28. Juli 2011 transferierten ihn die Devils im Austausch für Trent Hunter zu den New York Islanders. Diese gaben den Angreifer am 27. Februar 2012 gemeinsam mit Mike Mottau im Austausch für Marc Cantin und Yannick Riendeau an die Boston Bruins ab. Am 30. April 2013 gab Rolston nach 17 Spielzeiten in der NHL offiziell sein Karriereende bekannt.

## Erfolge und Auszeichnungen
| - 1992 CCHA-Meisterschaft mit der Lake Superior State University - 1992 NCAA-Division-I-Championship mit der Lake Superior State University - 1992 NCAA Championship All-Tournament-Team - 1993 CCHA First All-Star-Team | - 1993 NCAA West Second All-American-Team - 1993 NCAA Championship All-Tournament-Team - 1995 Stanley-Cup-Gewinn mit den New Jersey Devils - 2007 Teilnahme am NHL All-Star Game |

### International
- 1992 Bronzemedaille bei der Junioren-Weltmeisterschaft
- 1996 Bronzemedaille bei der Weltmeisterschaft
- 1996 Goldmedaille beim World Cup of Hockey
- 2002 Silbermedaille bei den Olympischen Winterspielen

## Karrierestatistik

### International
Vertrat die USA bei:
| - Junioren-Weltmeisterschaft 1991 - Junioren-Weltmeisterschaft 1992 - Junioren-Weltmeisterschaft 1993 - Olympischen Winterspielen 1994 - Weltmeisterschaft 1996 | - World Cup of Hockey 1996 - Olympischen Winterspielen 2002 - World Cup of Hockey 2004 - Olympischen Winterspielen 2006 |

(Legende zur Spielerstatistik: Sp oder GP = absolvierte Spiele; T oder G = erzielte Tore; V oder A = erzielte Assists; Pkt oder Pts = erzielte Scorerpunkte; SM oder PIM = erhaltene Strafminuten; +/− = Plus/Minus-Bilanz; PP = erzielte Überzahltore; SH = erzielte Unterzahltore; GW = erzielte Siegtore; 1 Play-downs/Relegation; Kursiv: Statistik nicht vollständig)